# Abdusałam Gusiejnow
Abdusałam Abdułkierimowicz Gusiejnow (ros. Абдусалам Абдулкеримович Гусейнов; ur. 8 marca 1939 we wsi Ałkadar w Dagestanie) – radziecki i rosyjski filozof narodowości lezgińskiej.
Doktor nauk filozoficznych, profesor, członek rzeczywisty RAN, członek rzeczywisty wielu akademii, kieruje katedrą etyki na uniwersytecie imienia Łomonosowa. W latach 2006–2015 był dyrektorem Instytutu Filozofii Rosyjskiej Akademii Nauk .
Zajmuje się historią i teorią etyki, etyką antyczną, moralnością w kontekście kultury, etyką normatywną, moralnością i polityką, filozofią społeczną. 